# K-129
Le K-129 (en russe : К-129, anciennement B-103, Б-103) est un sous-marin lanceur d'engins soviétique du Projet 629A (dans le code de l'OTAN : classe Golf-II) à propulsion diesel-électrique lancé en 1959. Il appartenait à la flotte soviétique du Pacifique et était l'un des six sous-marins du Projet 629 attaché à la 15e escadrille de sous-marins basée à Rybatchi (maintenant base navale de Vilioutchinsk) au Kamtchatka.
Le K-129 sombre le 8 mars 1968 dans l'océan Pacifique, légèrement à l'ouest de la ligne de changement de date (coordonnées 38° 05′ N, 178° 57′ E). Il s'agit de l'une des quatre disparitions de sous-marins cette année là ; les autres étant le sous-marin israélien INS Dakar, le sous-marin français Minerve et le sous-marin américain USS Scorpion. La Marine soviétique déploie d'importants moyens à sa recherche, sans parvenir à retrouver l'épave. Les États-Unis eux y parviennent et tentent de la renflouer secrètement en 1974 au cours d'une opération connue sous le nom de code projet Azorian (improprement appelé un temps dans les médias américains projet Jennifer). 
Le sous-marin se trouvait à une profondeur de 4 900 m et aucune tentative de renflouage n'avait alors été réalisée à une telle profondeur. La CIA organise cette opération grâce à un navire construit officiellement pour procéder à l'exploitation minière de nodules de manganèse. L'opération est un échec, seule une partie de l'avant étant remontée.

## Service

Vue de côté d'un sous-marin du projet 629A

Le K-129 est commandé le 26 janvier 1954, sa quille est posée le 15 mars 1958 au chantier naval no 402 de la Sevmash à Severodvinsk. Il est mis à l'eau le 16 mai 1959 et entre en service le 31 décembre de la même année sous le nom de « B-103 ».
En 1960, il est affecté à la 123e escadrille de la 40e division de sous-marins de flotte du Pacifique, basée à Vladivostok. Le 1er juin, l'escadrille est affectée à la 10e division de sous-marins de la flotte du Pacifique. Le 16 juin, il est reclassé « croiseur sous-marin » et renommé K-129.
En juillet 1961, il est affecté à la 29e division de la 15e escadre de sous-marins de flotte du Pacifique. Placé en grand carénage entre le 4 mars 1964 et le 10 avril 1967, il est modifié en projet 629A. Le 30 mai 1967, il est réadmis au service actif.
En janvier 1968, la 15e escadre de sous-marins faisait partie de la 29e division de sous-marins lanceurs de missiles balistiques à Rybatchi, commandée par l'amiral Viktor A. Dygalo. Le commandant du K-129 est alors le capitaine de vaisseau V.I. Kobzar. Le K-129 porte le numéro de coque 722 lors de sa dernière mission.

## L'accident
Le K-129, après avoir mené en 1967 deux patrouilles opérationnelles de 70 jours, armé de missiles balistiques, entame une troisième patrouille à compter du 24 février 1968 alors qu'il vient juste de rentrer au port. Cette patrouille est prévue pour s'achever le 5 mai 1968. Le bâtiment est armé de trois missiles à tête nucléaire. Après avoir appareillé le 24 février, le K-129 plonge pour effectuer différentes vérifications, avant de remonter à la surface pour signaler par radio que tout est normal à bord et qu'il va entamer sa patrouille. Aucun autre message ne sera émis par le K-129, alors qu'il aurait dû procéder à deux vacations radio prévues lors du franchissement du méridien 180 puis à son arrivée dans la zone de patrouille.
À la mi-mars, le commandement de la Flotte soviétique du Pacifique basé dans la péninsule du Kamtchatka s'inquiète du fait que le K-129 ait manqué deux vacations radio consécutives. Dans un premier temps, des messages sont émis par des bâtiments de la flotte à destination du K-129 afin de l'inviter à rompre le silence radio et à contacter la base. D'autres messages urgents restent également sans réponse. Les autorités navales soviétiques déclarent le K-129 « disparu » au cours de la troisième semaine du mois de mars 1968 et lancent une opération de recherche et de sauvetage avec des moyens aériens, des bâtiments de surface et des sous-marins dans le Pacifique Nord à partir du Kamtchatka et de Vladivostok.
Ce déploiement soviétique inhabituel dans le Pacifique est analysé par les services de renseignement américains comme une réaction probable à la perte d'un sous-marin. Le réseau américain d'écoutes sonar SOSUS (Naval Facilities Engineering Command) dans le Pacifique Nord est alerté et il lui est demandé d'étudier les enregistrements acoustiques récents pour identifier tout signal qui pourrait provenir d'un naufrage. Plusieurs microphones du SOSUS avaient enregistré, le 8 mars 1968, un événement qui aurait pu être lié à un naufrage et les analystes de l'US Navy parviennent par triangulation à déterminer la position probable de l'épave. Une source a caractérisé le signal acoustique comme « un son isolé, unique, caractéristique d'une explosion ou d'une implosion, “un important bang” ». Le signal acoustique analysé proviendrait d'un point situé vers 40° Nord et 180° Est.
Les Soviétiques, ne disposant pas de l'équivalent du système américain SOSUS, se révèlent incapables de retrouver le K-129, et l'activité navale soviétique dans le Pacifique Nord revient à la normale. Le K-129 sera alors déclaré « perdu corps et biens ».
Les services de renseignement américains localisent précisément l'épave du K-129 et  la photographient in situ à une profondeur d'environ 4 900 mètres (2 700 brasses).

## La récupération
L'épave du K-129 est identifiée par le sous-marin nucléaire américain USS Halibut au nord-ouest d’Oahu à une profondeur d’environ 4 900 mètres au début du mois d’août 1968. Elle est étudiée en détails au cours des trois semaines suivantes par l'Halibut qui prend 20 000 photos et peut-être plus tard aussi par le bathyscaphe Trieste II. Représentant une occasion unique de récupérer un missile nucléaire soviétique R-21 (SS-N-5 Serb) à l'insu de l'Union soviétique, l’épave du K-129 suscite un grand intérêt chez les autorités américaines. Le président Nixon autorise une tentative de récupération de l’épave après s’être entretenu avec le Secrétaire de la Défense. Pour augmenter ses chances de succès, cette tentative de renflouage est organisée de manière clandestine et secrète et l’opération est confiée à la CIA, plutôt qu’à l’US Navy. Le navire civil Hughes Glomar Explorer est conçu et construit sous contrat de la CIA dans le seul but d'effectuer la récupération clandestine du K-129. L'opération, connue sous le nom de code Projet Azorian ou Projet Jennifer, est l'une des plus secrètes et des plus coûteuses de la guerre froide.

### Fuites organisées dans les médias
Seymour Hersh, du New York Times, découvre certains détails du projet Jennifer en 1974. Il est invité par le directeur de la CIA, William Colby à ne pas publier les informations dont il dispose. En février 1975, plusieurs mois après l'opération de renflouement, le Los Angeles Times publie une brève relatant l'opération de la CIA, ce qui conduit le New York Times  à publier à son tour l'histoire de Hersh. Jack Anderson dévoile cette histoire sur une chaîne de télévision nationale en mars 1975.
Les médias ont surnommé cette opération « projet Jennifer », ce qui s'avère incorrect, puisqu'en 2010 des documents déclassifiés révèlent que le projet Jennifer ne fait référence qu’à un système de sécurité visant à compartimenter les données du projet Azorian.
La raison d’être officielle de l’Hughes Glomar Explorer était l’exploitation minière de nodules de manganèse présents sur le plancher océanique. Une fois que les objectifs réels du projet Azorian furent divulgués par la presse, les autorités soviétiques découvrirent ce qui était arrivé. Selon un compte rendu rédigé en juillet-août 1974, le Hughes Glomar Explorer n’a été en mesure de remonter que la partie avant de l'épave du K-129. En effet, pendant que l’épave était remontée, un dysfonctionnement est survenu dans le système de renflouage et les parties centrales et arrières du sous-marin sont retombées au fond de l'océan. Ces morceaux du K-129 n’ont donc pas été récupérés et gisent toujours au fond de l’océan. La nature exacte des éléments récupérés est toujours classée NOFORN ou Top Secret. Les Soviétiques supposent que les États-Unis ont récupéré les missiles à ogives nucléaires, des manuels d'exploitation, des livres de codes et des systèmes de codage. Une autre source (non officielle) affirme que les États-Unis ont récupéré la partie avant, qui contenait deux torpilles à têtes nucléaires:111, sans les systèmes de codage ni les livres de codes.
Les États-Unis annoncent que, dans la section récupérée, se trouvaient les corps de six hommes. En raison d'une contamination radioactive, les corps ont été immergés en mer dans un caisson en acier le 4 septembre 1974 avec les honneurs militaires à 90 milles marins (167 km) au sud-ouest d’Hawaï. L’enregistrement vidéo de cette cérémonie a été remis après la guerre froide à la Russie par le directeur américain de la CIA Robert Gates lors de sa visite à Moscou en octobre 1992:359.

### La perpétuation du secret et les objections officielles à une divulgation complète
Le renflouage du K-129 est déclaré officiellement un échec, ayant seulement permis la récupération d'une quantité de pièces insignifiantes. La CIA fait valoir au cours d’un procès dans le cadre du Freedom of Information Act que le projet devait être gardé secret parce que « toute reconnaissance officielle de la participation des agences du gouvernement américain reviendrait à divulguer la nature et le but du programme (en) ». À ce jour, les fichiers, les photos, les enregistrements vidéo et autres preuves documentaires restent inaccessibles au public. Quelques images ont été diffusées dans un documentaire de 2010 montrant l’épave du K-129 : la proue, le kiosque et le compartiment des missiles apparaissent fortement endommagés avec un seul tube lance-missile fixé à la structure.

## Localisation précise

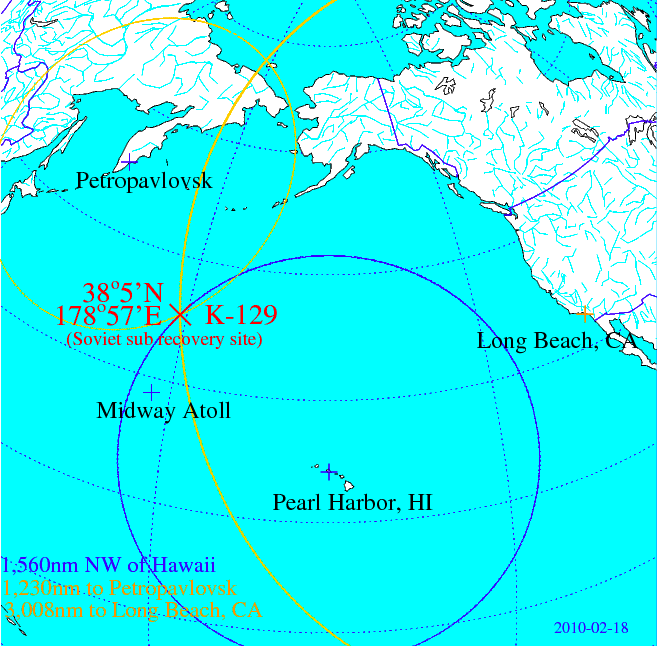
Lieu du naufrage (croix rouge)

La localisation précise de l'épave est maintenue secrète par les services de renseignements américains. Cependant, le Dr John P. Craven (en) indique que celle-ci se trouve à proximité du 40° Nord et du 180° méridien. Les documents de la CIA révèlent qu'il a coulé à « 1 560 milles au nord-ouest d'Hawaï », et que le Hughes Glomar Explorer a dû parcourir 3 000 milles depuis Long Beach (Californie), pour atteindre le site du naufrage. L'Agence internationale de l'énergie atomique affirme que deux ogives nucléaires du K-129 avaient été localisées dans l'océan Pacifique à 1 230 milles du Kamtchatka aux coordonnées géographiques 40°6'N 179°57'E, à une profondeur de 6 000 m, et considère qu'elles ont été récupérées,. Ces trois distances définissent une position de coordonnées 38° 05′ N, 178° 57′ E, à environ 600 milles marins (1 100 km) au nord de l'atoll Midway. La CIA donne une profondeur d'environ 5 000 mètres (2 700 brasses).

## Les causes du naufrage
La thèse officielle soviétique est que le K-129, naviguant au schnorchel, aurait franchi son immersion opérationnelle maximale autorisée. Cette erreur, combinée avec une défaillance technique ou une mauvaise réaction de l'équipage, peut provoquer un envahissement d'eau suffisant pour causer la perte du bâtiment..
Cette version officielle a cependant été mise en doute dans des ouvrages parus au début des années 2000 et quatre théories alternatives ont été émises :
1. une explosion de l'hydrogène des batteries durant leur charge ;
2. une collision avec le sous-marin américain USS Swordfish ;
3. l'explosion d'un missile causée par une entrée d'eau de mer par la porte supérieure du tube de lancement ;
4. l'explosion d'un missile à la suite d'une tentative de tir non autorisée.

Il a été rapporté que 40 des 98 membres d'équipage étaient nouveaux sur le K-129 lors de cette mission. La thèse officielle et la première théorie s'accorderaient bien avec ce fait, s'il est vrai.

### Explosion d'hydrogène
Les batteries au plomb dégagent de l'hydrogène pendant leur charge. Cela induit un risque d'explosion si le compartiment batterie n'est pas maintenu en dépression. Ce risque est connu depuis très longtemps et les sous-mariniers appliquent des procédures pour diminuer voire faire complètement disparaître tout risque d'explosion. Cette explication de l'accident est la moins probable.
John P. Craven, ancien responsable scientifique du Bureau des projets spéciaux (Special Projects Office) de l'US Navy et ancien responsable des programmes DSSP et DSRV, déclare :

« Je n'ai jamais vu ou entendu parler d'un désastre impliquant un sous-marin qui n'ait pas été accompagné par l'idée que l'explosion d'une batterie en ait été à l'origine. […] Des enquêteurs naïfs, en examinant les dégâts dans des compartiments de batterie, avancent invariablement la thèse de l'explosion de batteries pour expliquer le naufrage jusqu'à ce qu'ils apprennent que toute batterie complètement chargée exposée soudainement à l'eau de mer va exploser. C'est une conséquence inévitable d'un naufrage mais cela n'en est presque jamais la cause:215. »

Cependant, au moins un sous-marin américain, l'USS Cochino a été perdu au large de la Norvège en 1949 à la suite d'une explosion d'hydrogène dans le compartiment batteries. La plupart des membres de l'équipage du Cochino ont pu être sauvés et les causes de son naufrage sont donc connues.

### Collision avec l’USS Swordfish
La surveillance des sous-marins soviétiques lanceurs d’engins par les sous-marins d’attaque de l’US Navy était une pratique courante pendant la guerre froide. Les sous-marins soviétiques étaient pistés à la sortie de leurs ports d’attache et suivis au cours de leurs missions dans l’océan Pacifique Nord ou dans l’Atlantique Nord.
La théorie de la collision avec un sous-marin américain est défendue (à titre privé) par de nombreux anciens officiers de la Marine soviétique  mais cette théorie est officiellement rejetée par l’US Navy. D'après les documents de l’US Navy, l’USS Swordfish a bien relâché le 17 mars 1968 à la base navale de Yokosuka au Japon avec un périscope tordu, peu après la disparition du K-129, et il y a fait l’objet de réparations provisoires. D’après ces mêmes documents, le périscope a été endommagé alors que le bâtiment faisait surface et était entré en collision avec un iceberg au cours d'une mission secrète en mer du Japon.
La saisie de l’USS Pueblo par le gouvernement de Corée du Nord avait eu lieu en mer du Japon le 23 janvier 1968, et la réponse de l’US Navy à cet incident comprenait le déploiement et le maintien de forces navales dans la zone, sur la côte orientale de la Corée du Nord.
En réponse aux interrogations soviétiques visant à déterminer si le K-129 avait été perdu à la suite des dégâts causés par une collision avec un sous-marin américain, l’ambassadeur Malcolm Toon déclarera devant une délégation russe pendant une réunion au Kremlin en août 1993 :

« À ma demande, les services de renseignement de l’US Navy ont recherché dans tous les journaux de bord des sous-marins actifs en 1968. Il en résulte que notre directeur du renseignement naval a conclu qu’aucun sous-marin américain ne se trouvait à moins de 300 milles marins (556 km) de votre sous-marin au moment de son naufrage:262. »

Un article publié en 2000 confirme que la suspicion des Russes et leur préférence pour la piste de la collision demeurent intactes :

« Aussi récemment qu'en 1999, les responsables gouvernementaux russes se sont plaints que Washington couvrait son implication [dans le naufrage du K-129]. L'un d'entre eux a accusé les Américains d'agir comme un « criminel qui avait été identifié et dont la culpabilité doit à présent être prouvée », selon les notes d'un participant américain lors d'une réunion sur le sujet en novembre 1999. »

Une photo du Swordfish le 17 mars 1968 à quai au Japon, publiée par un journal japonais, permet de distinguer un périscope tordu et une bosse au niveau du kiosque. Une collision suffisamment puissante pour rompre la coque externe d'un autre sous-marin aurait considérablement endommagé le massif.
Un rapport non confirmé affirme que le K-129 avait été suivi depuis sa base de Petropavlovsk-Kamtchatski par l'USS Barb, qui était alors en mission de renseignement au large de la capitale du Kamtchatka. Selon ce même rapport, l'USS Barb avait reçu l'ordre d'attaquer le K-129 si ce dernier se préparait à lancer un missile. Le rapport affirme que l'USS Barb aurait été témoin du naufrage du K-129 mais qu'il n'y était pas impliqué.

### Explosion d'un missile à la suite d'une fuite de la trappe du silo de lancement
Le 3 octobre 1986, le sous-marin soviétique de la classe Yankee K-219, alors qu'il se trouvait en patrouille opérationnelle dans l'Atlantique, subit l'explosion d'un missile SS-N-6 présent dans l'un de ses seize tubes de lancement. L'explosion est due à une fuite au niveau de la porte supérieure. De l'eau de mer entre en contact avec des fuites de propergol liquide du missile, causant un incendie spontané qui conduira à l'explosion du propulseur dans un premier temps puis à celle de la charge du détonateur de l'ogive. Dans le cas du K-219, les missiles étaient situés à l'intérieur de la coque et l'explosion ne causera pas des dégâts suffisants pour couler le bâtiment immédiatement. Elle déclenche cependant une importante contamination radioactive à l'intérieur du sous-marin, contraignant celui-ci à faire surface et à évacuer les hommes sur le pont, puis par la suite sur un navire de sauvetage qui avait capté les signaux de détresse. Le K-219 coulera dans la plaine abyssale d'Hatteras avec 4 marins restés à bord à une profondeur de 5 400 brasses (9 900 mètres). La Marine soviétique affirmera par la suite que la fuite avait été causée par une collision avec l'USS Augusta.
Certains éléments pourraient suggérer que le K-129 a subi une explosion similaire en 1968. Premièrement, la contamination radioactive mesurée dans la partie avant remontée par la CIA et sur les corps des 6 marins du K-129 est caractéristique du plutonium des ogives nucléaires et indique que l'explosion de la charge du détonateur de l'ogive d'un des missiles a eu lieu avant que le bâtiment n'atteigne son immersion de destruction. Le rapport affirme que la partie avait été écrasée. Les traces d'incendie retrouvées indiquaient un effet "diesel" caractéristique d'une implosion (ou d'un incendie), et tendaient à indiquer que l'explosion s'était produite en plongée. Le rapport fourni dans l'ouvrage Blind Man's Bluff (en français : Guerre froide sous les mers) indique que l'épave du K-129 comporte une brèche de 10 pieds (3 m) de diamètre située juste derrière le massif, ce qui appuierait la théorie d'une explosion de l'un des trois missiles dans le massif (probablement le missile no 3). Les tubes de lancement des missiles du K-129 étant situés dans le massif, celui-ci disposait d'une résistance moindre (comparée à celle des sous-marins de la classe Yankee) pour supporter une telle explosion. L'excursion catastrophique en immersion aurait été instantanée.

### LeK-129hors de sa zone de patrouille
Selon John P. Craven, le K-129 traverse la ligne de changement de date à une latitude de 40° Nord, bien plus au sud que sa position attendue :

« Lorsque le K-129 passe la longitude 180, il aurait dû se trouver bien plus au nord, à une latitude de 45 degrés, soit à une distance de plus de trois cents milles de là. S'il devait s'agir d'une erreur de navigation cela serait une erreur aux proportions historiques. Ainsi, si le sous-marin n'était pas à proximité de l'endroit où les Soviétiques pensaient qu'il était, il y a une forte probabilité, si ce n'est la certitude, que le sous-marin ait été un sous-marin mutin, agissant hors de tout contrôle, en désobéissance complète des ordres qu'il avait reçus:206. »

Craven n'explique pas pourquoi il élimine la possibilité que K-129 ait reçu des ordres modifiant sa mission et qu'il se soit vu assigner une nouvelle zone de patrouille, ou qu'il ait emprunté une nouvelle route pour se rendre dans la zone de patrouille initiale, ni pourquoi il conclut que le K-129 agissait d'une manière anormale ou criminelle pour un sous-marin soviétique lanceur de missiles stratégiques.
Craven note également que :

« Alors que le sous-marin russe était présumé être en mer, un navire océanographique de l'Université d'Hawaï était en train d'effectuer des recherches sur les eaux océaniques au large des Îles sous le vent d'Hawaï. Les chercheurs découvrent une grande nappe de pétrole à la surface de l'océan, en recueillent un échantillon et constatent que ce carburant était hautement radioactif. Ils signalent cette découverte à George Woolard, le directeur de l'Institut de recherche géophysique d'Hawaï:216. »

Craven ne s'explique pas sur le lien entre un lieu du naufrage à une latitude de 40° N et une nappe de carburant découverte à des centaines de milles au sud de cette latitude. Il ne réconcilie pas non plus les date et heure du naufrage avec la date et l'heure de la récupération du pétrole radioactif par le navire de recherche océanographique.
Une autre source possible de la nappe de pétrole radioactif pourrait être le carburant utilisé par un Lockheed SR-71, qui était connu pour contenir un additif au césium destiné à obscurcir la signature radar de l'avion. Un SR-71 a été perdu en mer et n'a jamais été récupéré.
Anatoli Chtyrov (Анатолий Штыров), ancien commandant-adjoint du renseignement de la Flotte du Pacifique soviétique, déclara que le K-129 , dont la zone de patrouille normale se situait au large de la côte ouest des États-Unis, avait été envoyé dans une zone inhabituelle à l'est du Pacifique seulement un mois et demi après le retour de sa précédente patrouille. Vladimir Evdasine (Владимир Евдасин), qui sert à bord du K-129 de juin 1960 à mars 1961, affirmera que le K-129 avait été envoyé en mission secrète en réponse à la présence massive de forces navales américaines au large des côtes coréennes après l'incident de l'USS Pueblo. La mission du K-129 consistait à soutenir la Corée du Nord, alliée de l'Union soviétique, et était dirigée contre les opérations navales américaines, les bases du Pacifique et les lignes de soutien américaines en Asie du Sud-Est,.

### Tir non autorisé et explosion du missile
En 2005, Kenneth Sewell publie le livre d'investigation Red Star Rogue — The Untold Story of a Soviet Submarine's Nuclear Strike Attempt on the U.S. où il développe une thèse selon laquelle le K-129 aurait été détourné par des putschistes russes et n'obéissait donc plus aux ordres de Moscou. Le bâtiment aurait fait route au sud, à 300 milles marins (556 km) au nord-ouest d'Oahu le 7 mars 1968, avec pour objectif de tirer l'un des trois missiles nucléaires sur le port de Pearl Harbour en se faisant passer pour un sous-marin chinois et de déclencher ainsi une guerre nucléaire entre la République populaire de Chine et les États-Unis, deux ennemis de l'Union soviétique.
Pour l'origine chinoise du tir, les putschistes comptent sur plusieurs éléments. Premièrement, le K-129 était très semblable aux derniers sous-marins chinois qui avaient récemment procédé à des essais nucléaires. Deuxièmement, il se serait positionné à 350 milles d'Hawaï (soit la portée des missiles chinois, alors que les missiles soviétiques avaient une portée supérieure à 800 milles) et aurait fait surface pour tirer (les Chinois ne maîtrisaient pas encore le tir de missile en plongée) alors que les sous-marins de la classe Golf-II avaient la possibilité de tirer en plongée. L'explosion en surface sera enregistrée par un satellite d'observation américain.
Dans Red Star Rogue Sewell affirme que le naufrage du K-129 a été causé par l'explosion d'un des missiles balistiques en phase de préparation au lancement. Il poursuit ensuite en affirmant qu'un boîtier de verrouillage avait été installé sur les missiles, afin d'empêcher tout lancement non autorisé en cas de détournement d'un sous-marin. Dans The Silent War : The Cold War Battle Beneath the Sea, John P. Craven soutient une thèse similaire:218.
Des éléments viennent néanmoins contrarier la théorie de l'opération sous fausse bannière défendue par Sewell : la CIA affirme que le sous-marin a coulé à 1 560 milles marins (2 900 km) au nord-ouest d'Hawaï ce qui est incompatible avec la portée de 750 milles (1 400 km) du missile et qui écarte Hawaï comme cible possible. L'atoll de Midway aurait été le seul objectif en portée. Alors que la Chine disposait d'au moins un sous-marin de classe Golf – construit sur des plans soviétiques – la Marine de l’Armée populaire de libération chinoise ne parviendra pas à développer de système de lancement de missiles balistiques avant les années 1970. Par ailleurs, Sewell n'apporte aucune preuve des efforts menés par le K-129 pour se faire passer pour un bâtiment chinois. La théorie de Sewell pointe du doigt un groupe d'idéologues communistes fanatisés haut placés dans le commandement soviétique, un groupe qui comprenait notamment le chef du KGB, Iouri Andropov. Cette théorie est également suspecte car elle soulève la question de savoir pourquoi les dirigeants du KGB - qui avaient accès à des armes nucléaires - auraient eu besoin de contourner des mesures de sécurité pour procéder à un lancement non autorisé.
La théorie du tir non autorisé a inspiré le film de Todd Robinson, Phantom, sorti en 2013, qui comprend des références au caractère imprévu de la mission, à l'équipage exceptionnellement nombreux et aux motivations politiques, mais il introduit une version de l'histoire selon laquelle les mutins auraient désobéi à la fois au commandement de la Marine soviétique et aux dirigeants de l'Union soviétique.
Dans son ouvrage suivant intitulé All Hands Down, Sewell affirme que les Russes croyaient à tort que le K-129 avait été coulé par la marine américaine, peut-être à la suite d'une collision avec l'USS Swordfish, et que l'USS Scorpion avait été coulé en représailles par une torpille tirée depuis un hélicoptère Kamov Ka-25.

## Incohérences administratives
Le président russe Boris Eltsine accordera à titre posthume l'Ordre du Courage aux 98 marins qui sont morts à bord du K-129. Certains observateurs ont trouvé anormal qu'il y ait eu autant d'hommes à bord, car l'effectif normal d'un sous-marin russe à propulsion diesel-électrique de la classe Golf est d'environ 83 marins:156. Porter l'effectif à près de 100 hommes diminuait les réserves de vivres du sous-marin (réduisant ainsi la durée de la patrouille) et pouvait potentiellement nuire aux opérations à bord du bâtiment. Aucune explication de ce nombre de marins n'a été fournie par la Marine russe.

## Théories alternatives à propos du Projet Azorian
L'ouvrage Red Star Rogue prétend que le Projet Azorian a permis de récupérer pratiquement l'intégralité de l'épave du K-129 et à la remonter du plancher océanique:243 et « malgré une opération de couverture élaborée et les affirmations tendant à faire croire que le projet avait été un échec, la majeure partie du K-129 et les restes de l'équipage ont, en réalité, été renfloués depuis le fond de l'océan Pacifique et hissés à bord du Glomar Explorer:22. »
En août 1993, l'ambassadeur Malcolm Toon présentera à une délégation russe la cloche du K-129:262. Selon Red Star Rogue, cette cloche était fixée sur le kiosque du K-129, prouvant ainsi que, en plus de l'avant du sous-marin, les tranches centrales du sous-marin avaient été elles aussi remontées, au moins partiellement, dans le cadre du Projet Azorian.
Craven suggère que l'objectif du Projet Azorian n'était pas de récupérer les armes nucléaires ou les systèmes de codage ; mais plutôt de déterminer ce que le K-129 faisait en 40°N/180°E « où il n'avait rien à faire ». De telles informations auraient pu être (et ont probablement été) utilisées par Henry Kissinger dans le cadre de sa politique de « dissuasion par l'incertitude », afin de « susciter une question sans réponse dans l'esprit de Leonid Brejnev à propos de son commandement et de son contrôle sur ses forces armées:221. »

## Un accord mutuel? Le lien entre les disparitions duK-129et de l'USSScorpion
Le capitaine de vaisseau de l'US Navy à la retraite, Peter Huchthausen, ancien attaché naval à Moscou, eut une brève conversation en 1987 avec des amiraux soviétiques concernant le K-129. Huchthausen affirme que l'amiral Piotr Navojtsev lui aurait dit : « Commandant, vous êtes très jeune et inexpérimenté, mais vous apprendrez qu'il y a des sujets dont nos deux pays sont convenus de ne plus discuter, et l'un d'entre eux est la raison pour laquelle nous avons perdu le K-129 ». En 1995, lorsque Huchthausen commença à travailler sur un ouvrage à propos des forces sous-marines soviétiques, il interviewa l'amiral Victor Dygalo, qui l'informa que la véritable histoire du naufrage du K-129 n'avait pas été révélée en raison d'un accord informel entre les hauts-commandements des marines des deux pays. Le but d'un tel secret est, d'après Dygalo, de faire cesser toute recherche supplémentaire sur la perte de l'USS Scorpion et celle du K-129. Huchthausen affirme que Dygalo lui aurait dit d'« ignorer ce sujet, et [qu'il] espér[ait] que le temps viendra[it] où la vérité sera[it] dite aux familles des victimes. »

### La visite de Gates à Moscou
En octobre 1992, le directeur de la CIA Robert Gates se rend à Moscou pour rencontrer Boris Eltsine, le président de la fédération de Russie. « En signe de bonne volonté, pour symboliser une nouvelle ère, je portais avec moi le pavillon soviétique qui avait drapé les cercueils de la demi-douzaine de marins soviétiques dont les restes avaient été remontés par le Glomar Explorer quand il a renfloué la coque du sous-marin lanceur de missile balistiques soviétique du plus profond de l'océan Pacifique au milieu des années 1970. J'apportais également à Eltsine une cassette vidéo de l'immersion des dépouilles en mer, avec des prières pour les morts et l'hymne national soviétique - une cérémonie funéraire digne et respectueuse même au milieu de la guerre froide ».
La décision de Gates de fournir l'enregistrement de la cérémonie était motivée par le fait que les États-Unis souhaitaient que la Russie les aide à trouver des informations sur des soldats portés disparus lors de la guerre du Vietnam. Avant cela, « nous n'avions jamais rien confirmé aux Russes, si ce n'est dans des termes vagues », déclarera Gates au cours un entretien. « Peu après la chute de l'URSS, l'administration Bush avait informé les Russes via un intermédiaire qu'ils ne pouvaient pas leur en dire plus sur ce qui s'était passé à bord du Golf/Glomar. Mais, quand nous avons commencé à demander aux Russes ce qui était arrivé aux pilotes américains abattus au-dessus du Vietnam et si des prisonniers de guerre américains avaient été transférés en Russie, ces derniers nous ont répondu “Qu'en est-il de nos gars à bord du sous-marin ?” À l'époque, l'administration avait seulement répondu aux Russes qu'il n'y avait pas de survivants et que seuls des restes épars avaient été récupérés. » Une recherche ultérieure dans le cadre du Freedom of Information Act pour déterminer si des prisonniers de guerre avaient été libérés à la suite de cette visite donnera des résultats négatifs.

« Des officiers américains ont réfuté dès le début l'accusation russe prétendant que le sous-marin nucléaire USS Swordfish était le sous-marin américain impliqué dans le naufrage - une accusation basée uniquement sur l'arrivée signalée de ce dernier dans la base navale de réparations de Yokosuka, Japon, le 17 mars 1968 avec la coque gravement endommagée. L'amiral de l'US Navy à la retraite William D. Smith a informé Dygalo par une lettre envoyée à la suite d'une réunion du 31 août 1994, d'une commission mixte États-Unis/ Russie chargée d'examiner les questions relatives aux disparus pendant la guerre froide et les guerres précédentes, que l'allégation de la participation du Swordfish n'était pas correcte et que le Swordfish n'était nulle part à proximité du Golf le 8 mars 1968. La commission mixte, dirigée par le général Volkogonov et l'ambassadeur Toon, informe les Russes qu'aucun sous-marin américain ne se trouvait le 8 mars 1968 à moins de 300 milles marins (556 km) du site où le K-129 avait été trouvé. »

### Sources et bibliographie
- (en) John Piña Craven, The Silent War : The Cold War Battle Beneath the Sea, New York, Simon & Schuster, 2001, 198–222 p. (ISBN 0-684-87213-7), « The Hunt for Red September : A Tale of Two Submarines »
- (en) Sherry Sontag et Christopher Drew, Blind Man's Bluff : The Untold Story of American Submarine Espionage., New York, Harper, 1998, 544 p. (ISBN 0-06-103004-X)
- (en) Kenneth Sewell, Red Star Rogue : The untold story of a Soviet submarine's nuclear strike attempt on the U.S., New York, Simon & Schuster, 2005 (ISBN 0-7432-6112-7)
- (en) Norman Polmar, Cold War Submarines : The Design and Construction of U.S. and Soviet Submarines., Dulles, Potomac Books, 2004, 407 p. (ISBN 978-1-57488-594-1, lire en ligne)
- (en) Pavel Podvig, Russian Strategic Nuclear Forces, Cambridge, Massachusetts, MIT Press, 2001 (ISBN 0-262-16202-4)
- (en) David Sharp, The CIA’s Greatest Covert Operation : Inside the Daring Mission to Recover a Nuclear-Armed Soviet Sub, Lawrence, Kansas, University Press of Kansas, 2012, 344 p. (ISBN 978-0-7006-1834-7, lire en ligne)